# Temporäres Stadion

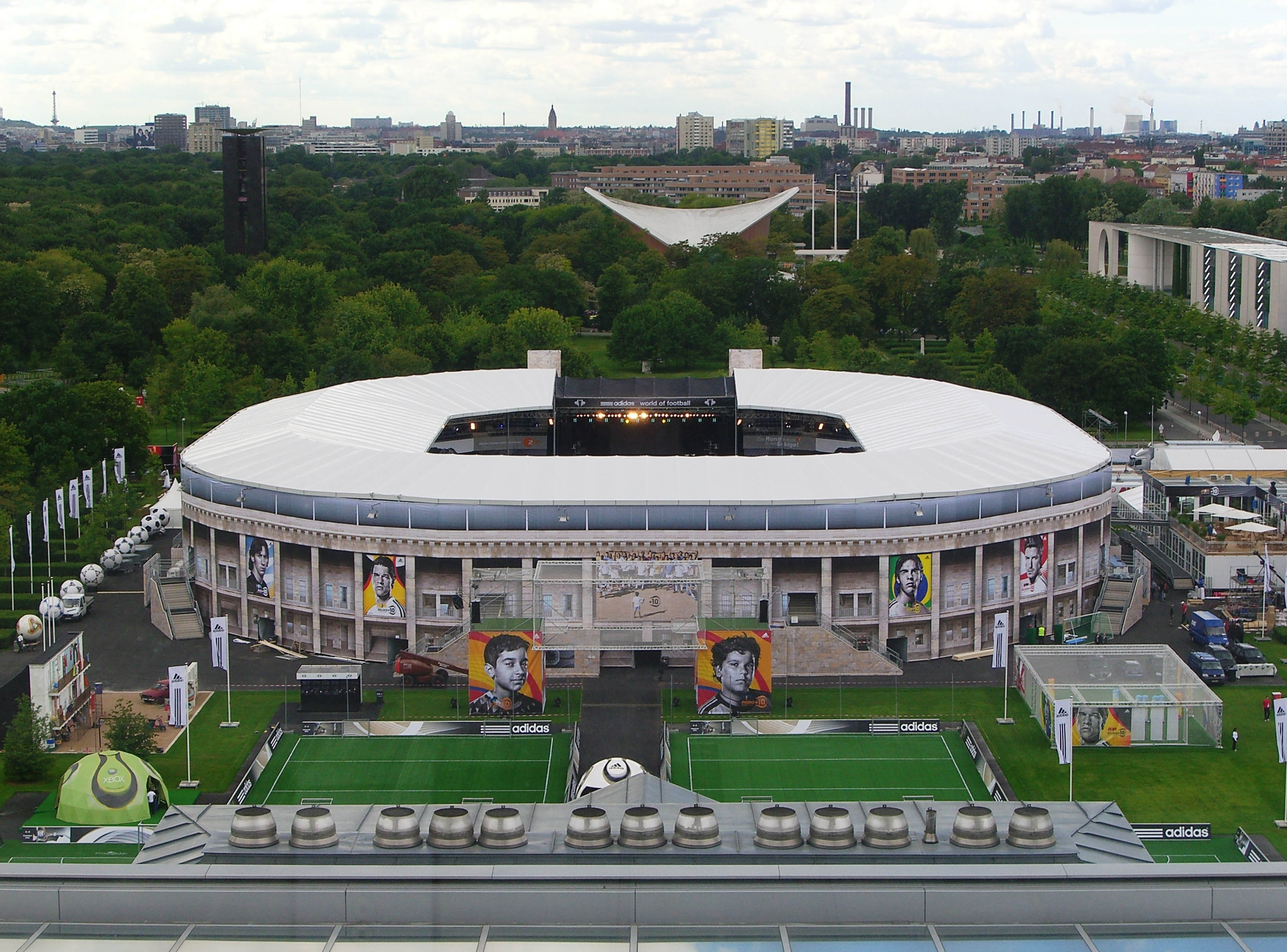
adidas World of Football, Blick vom Reichstag

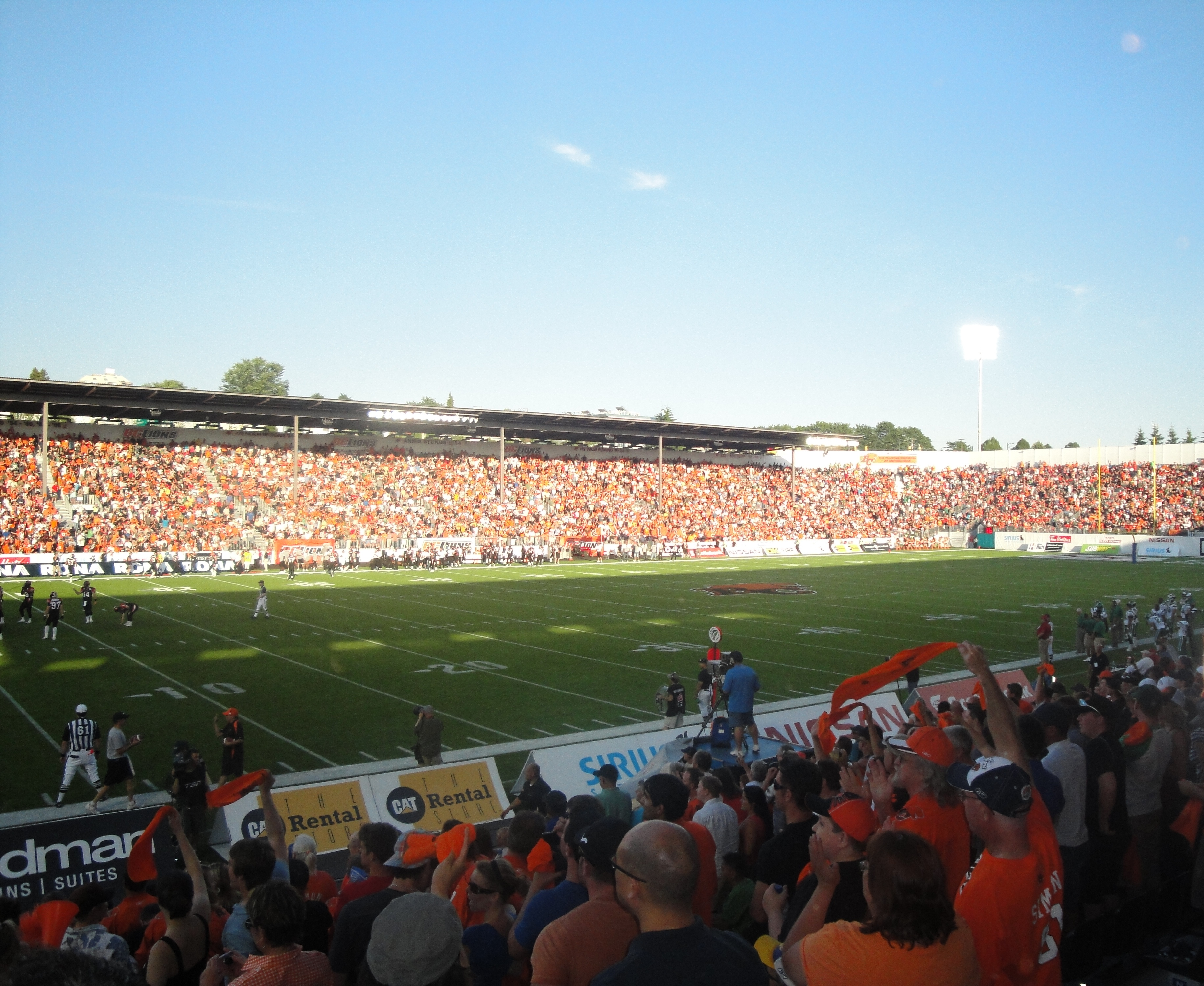
Empire Field Stadium

Als Temporäres Stadion wird ein Stadion bezeichnet, das zumeist als Übergangslösung gebaut wird und/oder einer zeitlich begrenzten Nutzungsdauer unterliegt.

## Zweck
Temporäre Stadien werden in der Regel im Eventbau an Orten ohne entsprechende Infrastruktur eingesetzt, wenn es um die Austragung von Sportanlässen geht. Temporäre Stadien werden allein zum Zwecke einer spezifischen Veranstaltung errichtet und nach deren Ende wieder abgebaut. Die Nachhaltigkeit soll dabei durch die Wiederverwendbarkeit von eingesetzten Materialien, Elementen und Modulen anderer Stelle ohne Verlust an Qualität und Sicherheit gewährleistet sein.

## Vorteile (Beispiele)
Die Vorteile temporärer Stadien liegen neben hoher Kosteneffizienz und kurzen Bauzeiten auch in der Realisierbarkeit bzw. Anpassungsfähigkeit an ausgefallene Orte.

### Adidas Arena
Ein Beispiel dafür ist die Adidas-Arena, die anlässlich der FIFA Weltmeisterschaften 2006 mitten in Berlin unmittelbar vor dem Reichstag entstand und einen Fußball-Funpark mit 40.000 Quadratmetern umfasste. Dieses Projekt war an so exponierter Stelle nur als temporäres Bauobjekt genehmigungsfähig.

### Spielstätte der kanadischen BC Lions
Ein weiteres Beispiel stellt die Interims-Spielstätte des kanadischen Footballclubs BC Lions in Vancouver dar. Dort entstanden im Jahr 2010 innerhalb von drei Monaten 27.500 Sitzplätze, zwölf Suiten für 20 Personen, Kommentatoren-Boxen für Radio und TV sowie Presseplätze, Flutlicht, Beleuchtung und die Verkleidung. Der Footballclub nutzt das Interim-Stadion während der Generalsanierung ihrer Heimspielstätte BC Place Stadium. Für den Bau der Ausweichspielstätte verwendete der verantwortliche Stadionbauer, Nüssli Gruppe, Material, das zuvor für die Olympischen Winterspiele in Vancouver im Einsatz war.

### Stadien für das Eidgenössische Schwing- und Älplerfest

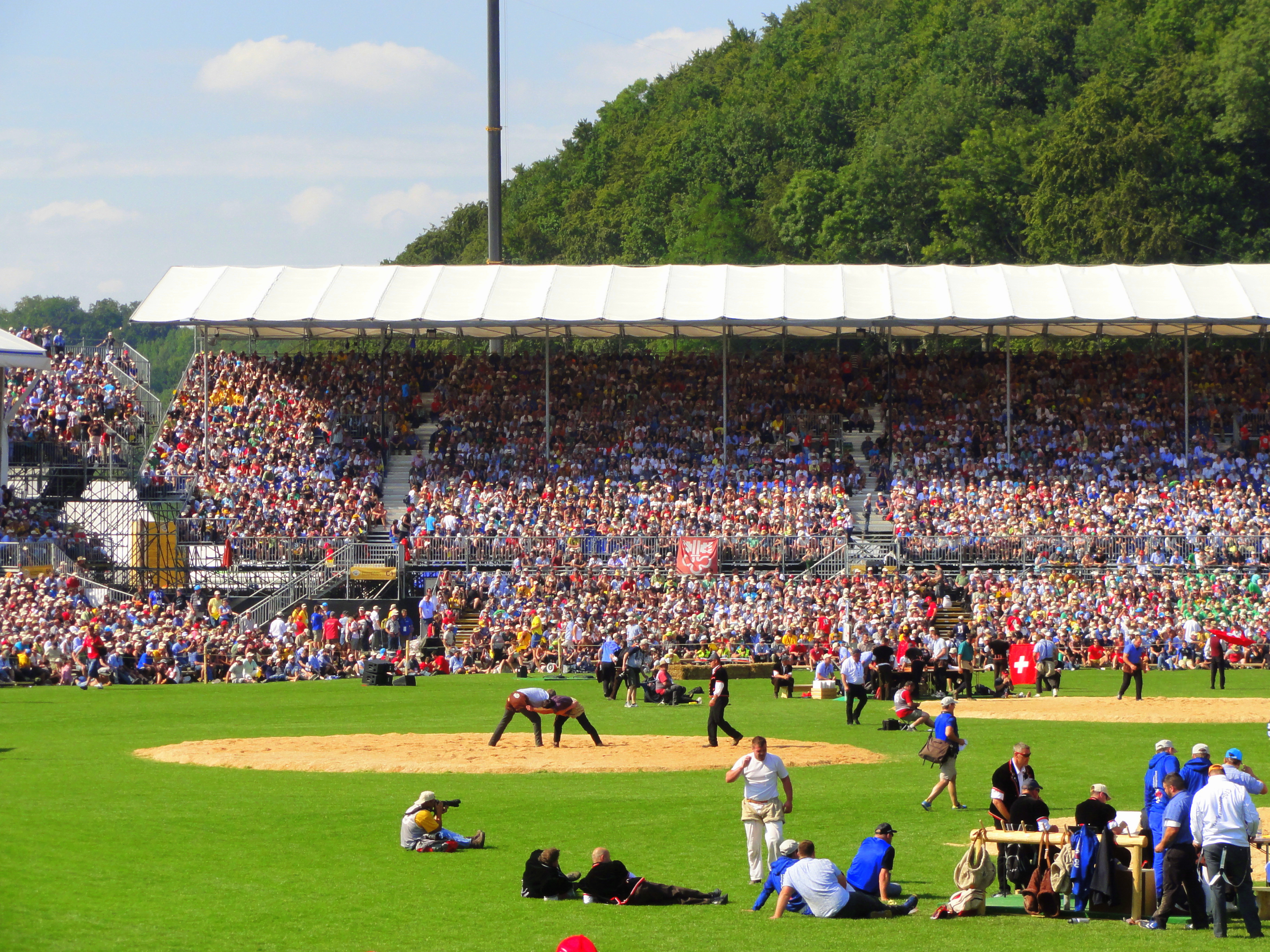
Eidgenössisches Schwing- und Älplerfest Burgdorf (2013)

Ein temporäres Konzept in noch größerem Rahmen waren Stadien für das traditionsreiche zweitägige Eidgenössische Schwing- und Älplerfest:
- Frauenfeld 2010: Dort wurde ein Stadion mit knapp 50.000 Zuschauerplätzen errichtet – fast die Hälfte davon überdacht. Die Bauzeit betrug rund sechs Wochen.[7]
- Burgdorf 2013: Arena mit 52'000 Plätzen
- Estavayer-le-Lac 2016: 52'000 Plätze
- Zug 2019: 56'000 Plätze[8]
- Mollis 2025: Arena mit 56'500 Plätzen, gilt derzeilt als grösste mobile Arena weltweit.[9]

## Temporäre Stadien
| - Eidgenössisches Schwing- und Älplerfest, Schweiz (seit 1961) - Adidas World of Football, Berlin (2006) - Brita-Arena, Wiesbaden (seit 2007) - Football Stadium Benghazi, Libya (2009) - Stadium Empire Field, Vancouver (2010) | - Tripoli Arena, Libya (2010) - Lena-Arena (Airberlin world) (2011) - PyeongChang Olympic Stadium (2017) - Sardegna Arena, Cagliari (seit 2017) - Stadium 974, Doha (2022) - Adele Arena, München (2024) |